# Кіпіані Вахтанг Теймуразович
Вахта́нг Теймура́зович Кіпіа́ні (груз. ვახტანგ ყიფიანი; нар.1 квітня 1971, Тбілісі, Грузинська РСР) — український журналіст, публіцист, письменник, історик грузинського походження. Головний редактор Інтернет-видання «Історична Правда», однойменного тележурналу, викладач магістерської програми з журналістики Українського католицького університету у Львові та кафедри PR у Національному університеті «Києво-Могилянська академія», засновник Музею-архіву преси. Заслужений журналіст України (2005).

## Біографія
Батько, Теймураз Кіпіані був енергетиком, за національністю грузин. Мати Тамара має вірменське та ерзянське коріння, родом з Новоросійська, займалася шиттям. За деякий час після народження сина батьки розлучилися і мати з Вахтангом повернулася до Новоросійська. Тут з 1978 по 1980 він навчався у школі, потім мати вдруге взяла шлюб і у грудні 1980 року сім'я переїхала до Києва.
У Києві Вахтанг Кіпіані продовжив навчання спочатку в середній школі № 119, потім у школі № 120, тут і вивчив українську мову. Після закінчення школи 1989 року вступив до Миколаївського державного педагогічного інституту на історичний факультет. Закінчив 1994 року за спеціальністю «Вчитель історії та правознавства». У 1993—1995 працював викладачем в Українській педагогічній гімназії № 5 Миколаєва. Під час навчання (1989—1995) брав участь в іграх КВН у складі збірної команди Миколаєва «Діти Прибужжя».
У 1997 році Вахтанг одружився з Тетяною Кіпіані. Вони виховують трьох дітей: дочку Тамару (1998), синів Іларіона (2001) та Давида (2006).

## Професійна діяльність
Професійну діяльність розпочав у Миколаєві, коли ще був студентом. Його першою публікацією стала стаття, надрукована 1990 року в підпільному виданні Народного Руху «Чорноморія». У 1992 році він обійняв посаду головного редактора газети Миколаївської обласної організації УРП «На сторожі». Потім спробував новий напрямок діяльності, працював майже рік на телебаченні, з червня 1994 до березня 1995, — редактором, ведучим та автором програм телеканалу «Миколаїв». Після цього знов повернувся до друкованих ЗМІ і до травня 1996 року був кореспондентом «Новой николаевской газеты», а також позаштатним оглядачем редакцій «УНІАН-політика», «УНІАН-суспільство». Потім був призваний на строкову службу в Збройних силах України, проходив її у Центральній телерадіостудії Міністерства оборони України, здобув звання молодшого сержанта. Звільнившись у травні 1997, залишився працювати у Києві.
Свою подальшу професійну діяльність Вахтанг Кіпані пов'язав із ЗМІ:
- газета «Україна молода» (червень 1997 — липень 1998) — кореспондент відділу політики, парламентський кореспондент
- телеканал «Новий» (липень 1998 — березень 1999) — випусковий редактор
- ТО «Телефабрика» (березень 1999 — листопад 1999) — головний редактор інформаційно-аналітичної групи, редактор щоденної телепрограми «Питання дня»
- газета «Київські відомості» (грудень 1999 — листопад 2001) — оглядач відділу політики
- телеканал «1+1» (листопад 2001 — вересень 2004) — випусковий редактор програми «ТСН»
- телеканал «1+1» (літо 2002 — вересень 2005) — головний редактор і ведучий програми «Подвійний доказ»
- телеканал «К1» (жовтень 2005 — травень 2006) — випусковий редактор програми «Один тиждень»
- журнал «Фокус» (червень 2006 — липень 2007) — головний редактор
- телеканал «Інтер» (липень 2007 — травень 2008) — шеф-редактор проєкту «Великі українці», ведучий фільму про Степана Бандеру
- телеканал «ТВі» (лютий 2009 — листопад 2009) — заступник головного редактора
- журнал «Главред», фонд «Демократичні ініціативи» (лютий 2009 — грудень 2009) — керівник проєкту «Перша сотня»
- телеканал «Перший національний» (грудень 2009 — січень 2010) — ведучий передвиборчих дебатів — президент-шоу «Українська рулетка»
- телеканал «ТВі» (травень 2012 — грудень 2012) — ведучий програми «Підсумки з Вахтангом Кіпіані»
- інтернет-проєкт «Владометр» (з вересня 2010 — грудень 2012) — головний редактор
- інтернет-видання «Історична Правда» (з вересня 2010 — дотепер) — головний редактор
- ведучий програми «Історична правда з Вахтангом Кіпіані» — телеканал «ZIK» (з березня 2013 — 14 червня 2019), з 8 вересня 2019 року — на телеканалі «Еспресо».

### Викладацька діяльність
З 2010 є викладачем магістерської програми з журналістики Українського католицького університету. До його наукових інтересів належать: передвиборна агітація, історія самвидаву, дисидентського руху та політичного екстремізму, нові медіа.

### Видавнича діяльність
Автор та упорядник книг:

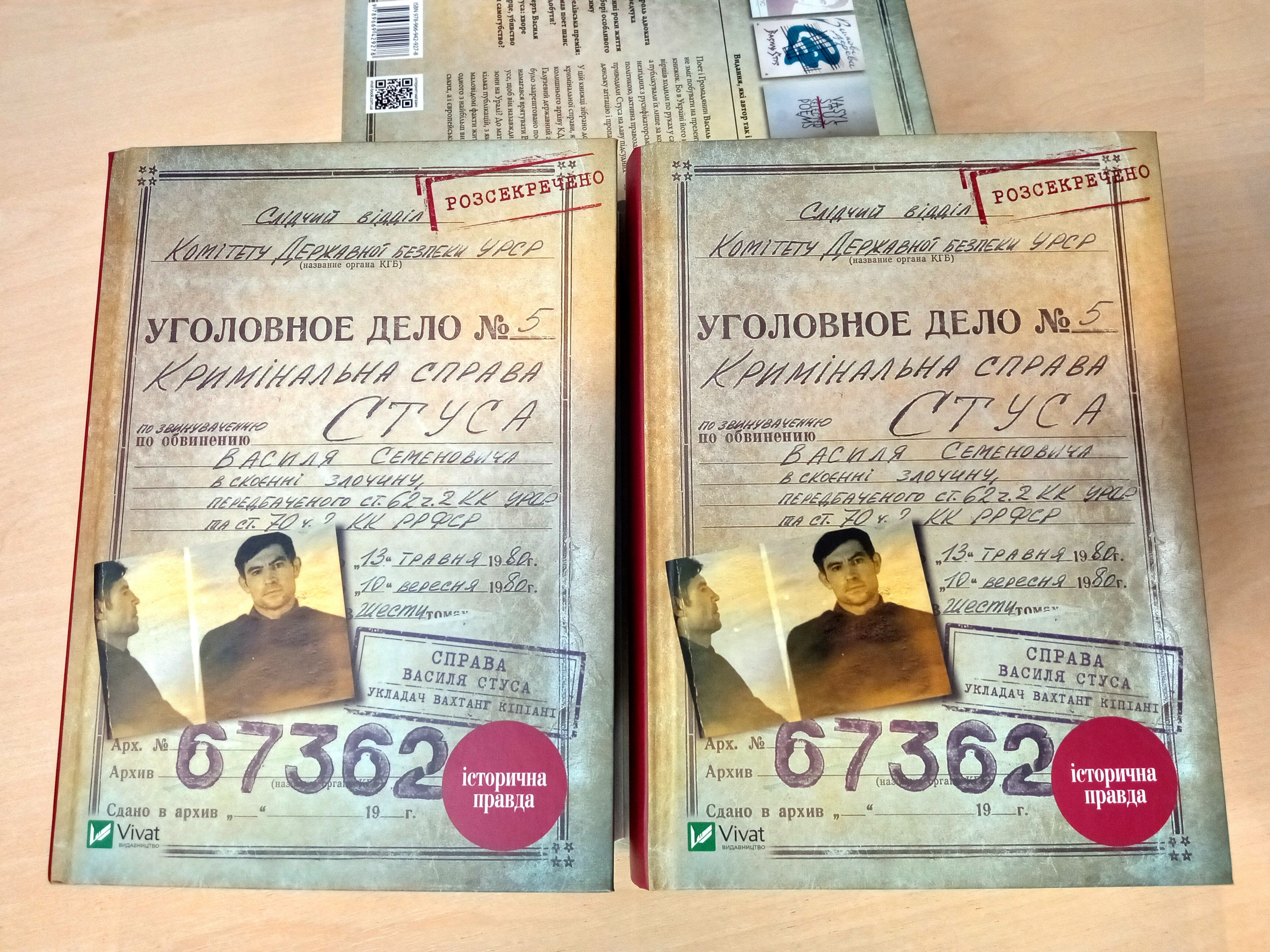
«Справа Василя Стуса»

- «Зродились ми великої години…» ОУН і УПА. Бібліотека «Історичної правди» / Укл. та передмова Вахтанга Кіпіані. — Харків: Vivat, 2016. — 303 с.[12]
- Війна двох правд. Поляки та українці у кривавому XX столітті. Бібліотека «Історичної правди» / Укл. Вахтанг Кіпіані. — Харків: Vivat, 2017. — 320 с.
- Друга світова. Непридумані історії. (Не) наша, жива, інша / Укл. Вахтанг Кіпіані. — Харків: Vivat, 2018. — 304 с.
- Справа Василя Стуса. Збірка документів з архіву колишнього КДБ УРСР. Бібліотека «Історичної правди» / Укл. Вахтанг Кіпіані. — Харків: Vivat, 2019. — 688 с.[13] Книга про українського поета-дисидента Василя Стуса, яку Віктор Медведчук намагався заборонити через суд[14].
- Країна жіночого роду / Укл. Вахтанг Кіпіані. — Харків: Vivat, 2021. — 304 с. У книзі зібрано інтерв'ю, свідчення, архівні документи й довідки про визначних жінок України XX століття, які з'являлися на ресурсі «Історична правда».
- Дисиденти. / Уклад. і передмова В. Кіпіані. — Х.: Віват, 2021. — 352 с.

## Військова служба
З першого дня російського вторгнення в Україну добровільно долучився до одного з підрозділів ТРО. Улітку 2024 року перевівся до 13-ої бригади оперативного призначення НГУ «Хартія»

## Громадська та політична діяльність

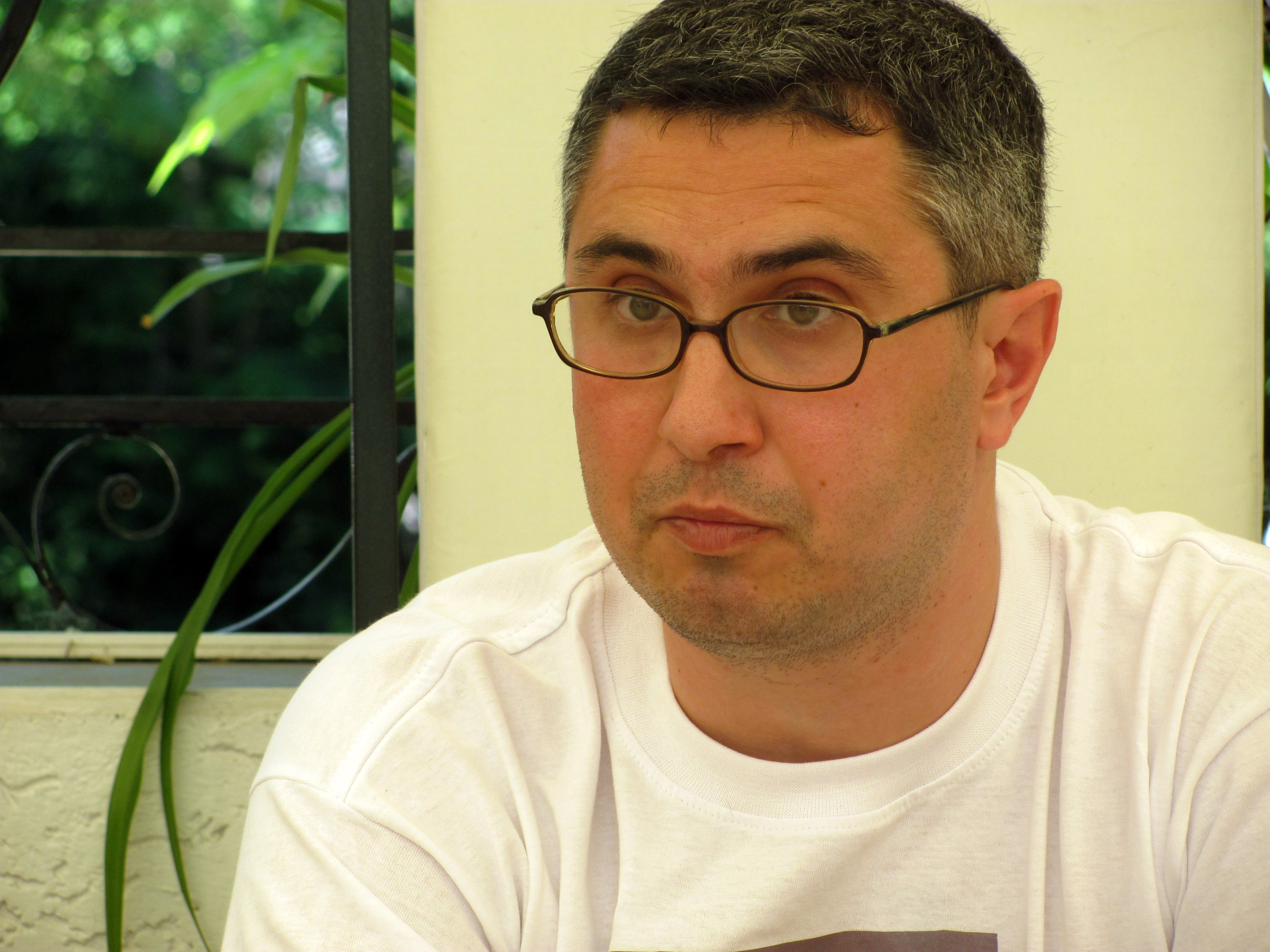
Вахтанг Кіпіані. 2011

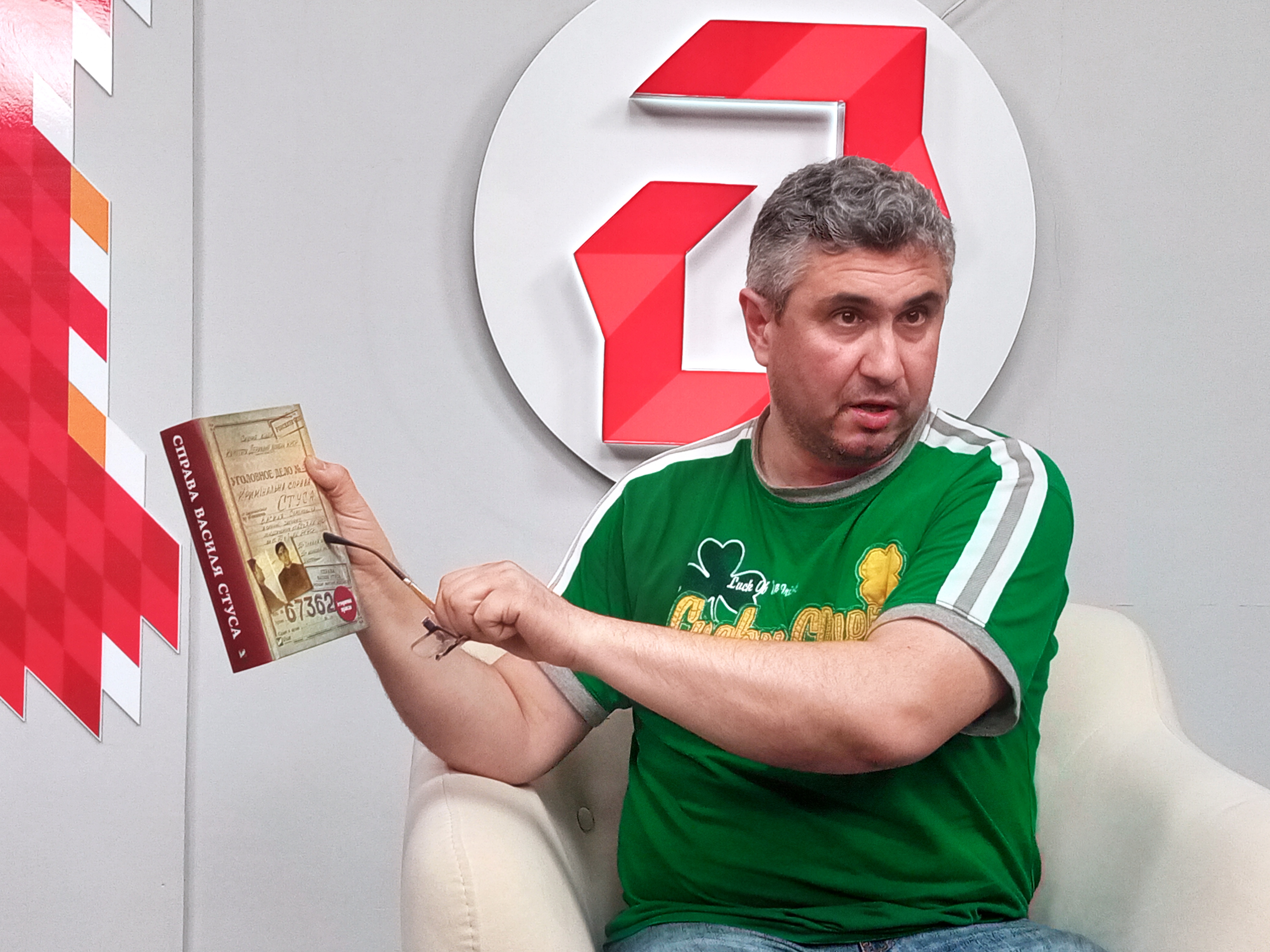
Зустріч з читачами 2021

Зі студентських років Вахтанг Кіпіані почав вести активну громадську діяльність:
- жовтень 1990 — учасник студентського голодування на Майдані Незалежності в Києві[3]
- березень 1991—1994 — засновник і перший голова Миколаївської філії Української студентської спілки[16]
- 1993 — організатор Першої Всеукраїнської студентської наукової конференції «Аркасівські читання» у Миколаєві[16]

Також він був членом декількох політичних партій та об'єднань:
- 1990—1992 — Народний Рух України
- 1990—1996 — Українська республіканська партія
- 2005—2007 — «Пора»

У квітні 1996 Вахтанг Кіпіані брав участь у виборах до Верховної Ради України (Центральний виборчий округ № 287, Миколаївська область) — здобувши 15,9 % голосів підтримки, він посів третє місце.
У 2006 балотувався до Верховної Ради України за списком виборчого блоку «Пора-ПРП», який не набрав достатньої кількості голосів і до парламенту не пройшов.
На виборах 2014 року до Київської міської ради він балотувався у багатомандатному окрузі від політичної партії «Нове життя», п'ятим у партійному списку — депутатом не став, оскільки виборчим списком ця політична сила здобула лише три мандати.
Вахтанг Кіпіані захоплюється колекціонуванням самвидаву, газет і передвиборних матеріалів. Збирати колекцію журналіст почав 1984 року, з періодичних видань Радянського Союзу, з часом додав також пресу народів, які проживали на території СРСР та видання діаспори. Колекція налічує понад 32 тисячі найменувань різних видань і складає, в цілому, понад 150 тисяч примірників, багато з яких є рідкісними та унікальними. Для ознайомлення з ними Вахтанг Кіпіані організовує тематичні виставки. У 2015 р. на основі зібрання створено Музей-архів преси у Києві.

## Нагороди та відзнаки
Досягнення Вахтанга Кіпіані відзначені низкою нагород:
- Відзнаки та почесні звання
  - Заслужений журналіст України (серпень 2005)
  - Найвища відзнака НРУ «За заслуги перед українським народом» II ступеня (вересень 2005)
  - Відзнака ім. Степана Бандери (Івано-Франківська обласна рада, січень 2010)
- Призи, нагороди та премії
  - Лауреат Конкурсу на найкращу публікацію в пресі про український правозахисний рух в СРСР (Благодійний фонд пам'яті Олекси Тихого, травень 2001)
  - Лауреат Конкурсу публіцистичних статей ім. В'ячеслава Чорновола (Миколаїв, грудень 2002)
  - Лауреат Другого Всеукраїнського журналістського конкурсу «Медіа про Медіа-2004» (Центр медіареформ, за сприяння уряду Британії, березень 2005)
  - Премія ім. Кривенка «За поступ у журналістиці» (Капітула «Поступу», Львів, травень 2007)
  - Національна телевізійна премія «Телетріумф» (лютий 2014) у номінації «Ведучий/ведуча програми будь-якого формату — регіон» за роботу над єдиним в Україні історичним тележурналом «Історична правда»[24]
  - Премія імені Георгія Ґонґадзе (травень 2019) — PEN Ukraine у партнерстві з Асоціацією випускників Києво-Могилянської Бізнес-Школи та виданням Українська правда.[25]
  - Нагрудний знак «Знак пошани»[26]